# Valeriy Brezdenyuk
Valeriy Brezdenyuk (en ucraniano: Валерій Олександрович Брезденюк; Zhmérinka, 17 de junio de 1963 - Kiev, 18 de febrero de 2014) fue un pintor ucraniano que se desempeñaba en la práctica de marmoleo de papel.
Murió el 18 de febrero de 2014 en Kiev durante los enfrentamientos con la policía. Le dispararon por la espalda. Valeriy Brezdenyuk entró al partido UDAR en unos pocos meses antes de su muerte y su participación fue activa. 
Él era un empresario y propietario de café internet en el centro de Zhmerynka. 
Fue un pintor que practicaba el marmoleo de papel de estilo ebru turco. 
En 2013, Valeriy Brezdenyuk estuvo entre los finalista de "Ukrayina maye talant". En su ciudad natal fue el ganador del concurso "Zhmerynka's got talent".